# Campeonato Europeo de Tiro en 10 m de 2015
El XLV Campeonato Europeo de Tiro en 10 m se celebró en Arnhem (Países Bajos) entre el 3 y el 7 de marzo de 2015 bajo la organización de la Confederación Europea de Tiro (ESC) y la Federación Neerlandesa de Tiro Deportivo.
Las competiciones se realizaron en el Centro Nacional de Deportes Papendal de la localidad neerlandesa.

## Resultados

### Masculino
| Evento                            | Oro                                 | Plata                                   | Bronce                                     |
| --------------------------------- | ----------------------------------- | --------------------------------------- | ------------------------------------------ |
| Rifle de aire 10 m (07.03)        | Anton Rizov Bulgaria 205,6 pts.     | Niccolò Campriani · Italia · 205,0 pts. | Illia Charheika · Bielorrusia · 185,2 pts. |
| Rifle de aire 10 m (equipos)      | Rusia · 1873,4                      | Italia · 1869,9                         | Bielorrusia · 1867,7                       |
| Pistola de aire 10 m (06.03)      | Philipp Grimm · Alemania · 199,8    | Damir Mikec Serbia 194,9                | Anton Gurianov · Rusia · 175,4             |
| Pistola de aire 10 m (equipos)    | Alemania · 1736 (69x)               | Rusia · 1736 (61x)                      | Serbia 1729                                |
| Blanco móvil 10 m (04.03)         | Maxim Stepanov · Rusia ·            | Dmitri Romanov · Rusia ·                | Emil Martinsson · Suecia ·                 |
| Blanco móvil 10 m (equipos)       | Rusia · 1704                        | República Checa · 1702                  | Hungría · 1701                             |
| Blanco móvil mixto 10 m (06.03)   | Emil Martinsson · Suecia · 385 (20) | László Boros · Hungría · 385 (19)       | Tomi-Pekka Heikkilä · Finlandia · 385 (18) |
| Blanco móvil mixto 10 m (equipos) | Finlandia · 1140                    | Rusia · 1134                            | República Checa · 1133                     |

### Femenino
| Evento                            | Oro                                         | Plata                                   | Bronce                                      |
| --------------------------------- | ------------------------------------------- | --------------------------------------- | ------------------------------------------- |
| Rifle de aire 10 m (06.03)        | Selina Gschwandtner · Alemania · 206,8 pts. | Sabrina Sena · Italia · 204,3 pts.      | Nina Laura Kreutzer · Alemania · 183,6 pts. |
| Rifle de aire 10 m (equipos)      | Alemania · 1246,3                           | República Checa · 1244,1                | Italia · 1242,8                             |
| Pistola de aire 10 m (07.03)      | Olena Kostevych · Ucrania · 202,9           | Antoaneta Boneva Bulgaria 202,3         | Renáta Tobai-Sike · Hungría · 177,2         |
| Pistola de aire 10 m (equipos)    | Rusia · 1141                                | Francia 1136                            | Polonia · 1132                              |
| Blanco móvil 10 m (04.03)         | Irina Izmalkova · Rusia ·                   | Daniela Vogelbacher · Alemania ·        | Olga Stepanova · Rusia ·                    |
| Blanco móvil 10 m (equipos)       | No realizado por falta de participantes     | No realizado por falta de participantes | No realizado por falta de participantes     |
| Blanco móvil mixto 10 m (06.03)   | Irina Izmalkova · Rusia · 381               | Olga Stepanova · Rusia · 374            | Anne Weigel · Alemania · 368                |
| Blanco móvil mixto 10 m (equipos) | Rusia ·                                     | Alemania ·                              | —                                           |

### Mixto
| Evento                 | Oro                                      | Plata                                           | Bronce                                              |
| ---------------------- | ---------------------------------------- | ----------------------------------------------- | --------------------------------------------------- |
| Pistola AIR 50 (07.03) | Serbia Andrea Arsović Milutin Stefanović | Croacia · Snježana Pejčić · Petar Gorša         | Rusia · Serguéi Kruglov · Anna Zhukova              |
| Rifle AIR 50 (07.03)   | Portugal Joana Castelão João Costa       | Rusia · Yekaterina Korshunova · Vladimir Isakov | Rusia · Vitalina Batsarashkina · Vladimir Goncharov |

## Medallero
| Núm. | País            | Oro | Plata | Bronce | Total |
| ---- | --------------- | --- | ----- | ------ | ----- |
| 1    | Rusia           | 7   | 5     | 4      | 16    |
| 2    | Alemania        | 4   | 2     | 2      | 6     |
| 3    | Serbia          | 1   | 1     | 1      | 3     |
| 4    | Bulgaria        | 1   | 1     | 0      | 2     |
| 5    | Finlandia       | 1   | 0     | 1      | 2     |
| 5    | Suecia          | 1   | 0     | 1      | 2     |
| 7    | Portugal        | 1   | 0     | 0      | 1     |
| 7    | Ucrania         | 1   | 0     | 0      | 1     |
| 9    | Italia          | 0   | 3     | 1      | 4     |
| 10   | República Checa | 0   | 2     | 1      | 3     |
| 11   | Hungría         | 0   | 1     | 2      | 3     |
| 12   | Croacia         | 0   | 1     | 0      | 1     |
| 12   | Francia         | 0   | 1     | 0      | 1     |
| 14   | Bielorrusia     | 0   | 0     | 2      | 2     |
| 15   | Polonia         | 0   | 0     | 1      | 1     |
|      | TOTAL           | 17  | 17    | 16     | 50    |